# غاردنير (نيويورك)
غاردنير (بالإنجليزية: Gardiner, New York)‏ هي بلدة أمريكية تقع في الولايات المتحدة في مقاطعة أولستر، نيويورك. يقدر عدد سكانها بـ 5,713 نسمة .

## المناخ
يظهر الجدول التالي التغييرات المناخية على مدار السنة لغاردنير:
| البيانات المناخية لـغاردنير       | البيانات المناخية لـغاردنير | البيانات المناخية لـغاردنير | البيانات المناخية لـغاردنير | البيانات المناخية لـغاردنير | البيانات المناخية لـغاردنير | البيانات المناخية لـغاردنير | البيانات المناخية لـغاردنير | البيانات المناخية لـغاردنير | البيانات المناخية لـغاردنير | البيانات المناخية لـغاردنير | البيانات المناخية لـغاردنير | البيانات المناخية لـغاردنير | البيانات المناخية لـغاردنير |
| الشهر                             | يناير                       | فبراير                      | مارس                        | أبريل                       | مايو                        | يونيو                       | يوليو                       | أغسطس                       | سبتمبر                      | أكتوبر                      | نوفمبر                      | ديسمبر                      | المعدل السنوي               |
| --------------------------------- | --------------------------- | --------------------------- | --------------------------- | --------------------------- | --------------------------- | --------------------------- | --------------------------- | --------------------------- | --------------------------- | --------------------------- | --------------------------- | --------------------------- | --------------------------- |
| الدرجة القصوى °ف (°م)             | 69 (21)                     | 70 (21)                     | 86 (30)                     | 95 (35)                     | 94 (34)                     | 94 (34)                     | 100 (38)                    | 99 (37)                     | 96 (36)                     | 89 (32)                     | 80 (27)                     | 73 (23)                     | 100 (38)                    |
| متوسط درجة الحرارة الكبرى °ف (°م) | 34 (1)                      | 37 (3)                      | 46 (8)                      | 58 (14)                     | 70 (21)                     | 78 (26)                     | 83 (28)                     | 81 (27)                     | 73 (23)                     | 62 (17)                     | 50 (10)                     | 39 (4)                      | 59 (15)                     |
| متوسط درجة الحرارة الصغرى °ف (°م) | 13 (−11)                    | 15 (−9)                     | 25 (−4)                     | 36 (2)                      | 46 (8)                      | 55 (13)                     | 59 (15)                     | 58 (14)                     | 49 (9)                      | 37 (3)                      | 29 (−2)                     | 20 (−7)                     | 37 (3)                      |
| أدنى درجة حرارة °ف (°م)           | −27 (−33)                   | −18 (−28)                   | −13 (−25)                   | 12 (−11)                    | 27 (−3)                     | 33 (1)                      | 41 (5)                      | 35 (2)                      | 27 (−3)                     | 16 (−9)                     | 4 (−16)                     | −14 (−26)                   | −27 (−33)                   |
| الهطول إنش (مم)                   | 3.24 (82)                   | 2.56 (65)                   | 3.57 (91)                   | 3.85 (98)                   | 4.62 (117)                  | 4.29 (109)                  | 4.25 (108)                  | 3.73 (95)                   | 4.09 (104)                  | 3.33 (85)                   | 3.75 (95)                   | 3.31 (84)                   | 44.59 (1٬133)               |
| المصدر: The Weather Channel       |                             |                             |                             |                             |                             |                             |                             |                             |                             |                             |                             |                             |                             |